# Flugplatz Kamenz

i7
i11
i13
Der Flugplatz Kamenz (ICAO-Code: EDCM) ist ein Verkehrslandeplatz bei Kamenz in Sachsen. Er liegt ca. 2,5 km nordöstlich des Kamenzer Stadtzentrums. Es stehen zwei Bahnen zur Verfügung, wobei eine betoniert und mit einer Befeuerung ausgestattet ist.

## Geschichte
Der Kamenzer Flugplatz hat eine Vergangenheit als Militärflugplatz. Am 11. September 1916 wurde der Bau einer Fliegerstation durch den sächsischen König Friedrich August III. genehmigt. Am 20. Juli 1918 nahm die Zweigfliegerschule der Fliegerersatzabteilung 12 (FEA 12) Cottbus den Flugbetrieb zum Zwecke der Ausbildung von Offizieren auf. Nach Ende des Ersten Weltkrieges erfolgte den Versailler Vertragsbestimmungen zufolge am 15. Mai 1919 die Auflösung der Fliegerstation und bis zum 15. Februar 1921 die Demontage der flugtechnischen Anlagen.
Nachdem das Gelände über einen längeren Zeitraum mit Ausnahme eines Flugtages am 31. Juli 1927 durch den Lausitzer Flugverein nicht genutzt worden war, diente das alte Werftgebäude von 1935 bis 1939 der Reichs-Segelflug-Bauschule 3 als Stützpunkt. Der Flugplatz Kamenz wurde von 1937 bis 1939 für die Luftwaffe wieder hergerichtet. Nutzer wurde die Luftkriegsschule 1 (LKS 1). 1941 errichtete die Weser-Flugzeugbau GmbH ein Zweigwerk, das Sturzkampfflugzeuge vom Typ Ju 87 produzierte, die am Platz auch eingeflogen wurden. Von Februar bis April 1945 wurde Bautzen Frontflugplatz und durch verschiedene Luftwaffeneinheiten, darunter Teile der Schlachtgeschwader SG 2 und SG 77, belegt. Die folgende Tabelle zeigt eine Auflistung ausgesuchter fliegender aktiver Einheiten (ohne Schul- und Ergänzungsverbände) der Luftwaffe die hier zwischen 1939 und 1945 stationiert waren.
| Von          | Bis          | Einheit                                                         | Ausrüstung                       |
| ------------ | ------------ | --------------------------------------------------------------- | -------------------------------- |
| März 1939    | März 1939    | III./Lehrgeschwader 1 (III. Gruppe des Lehrgeschwaders 1)       | Heinkel He 111H                  |
| Februar 1945 | Februar 1945 | I./Schlachtgeschwader 77 (I. Gruppe des Schlachtgeschwaders 77) | Focke-Wulf Fw 190F               |
| Februar 1945 | März 1945    | III./Schlachtgeschwader 2                                       | Junkers Ju 87, Focke-Wulf Fw 190 |
| April 1945   | April 1945   | III./Schlachtgeschwader 77                                      | Focke-Wulf Fw 190F               |

Am 26. April 1945 besetzte die Rote Armee den Flugplatz. Nach Kriegsende wurden die übriggebliebenen Hallen und Einrichtungen bis 1948 von sowjetischen Armeeangehörigen gesprengt.

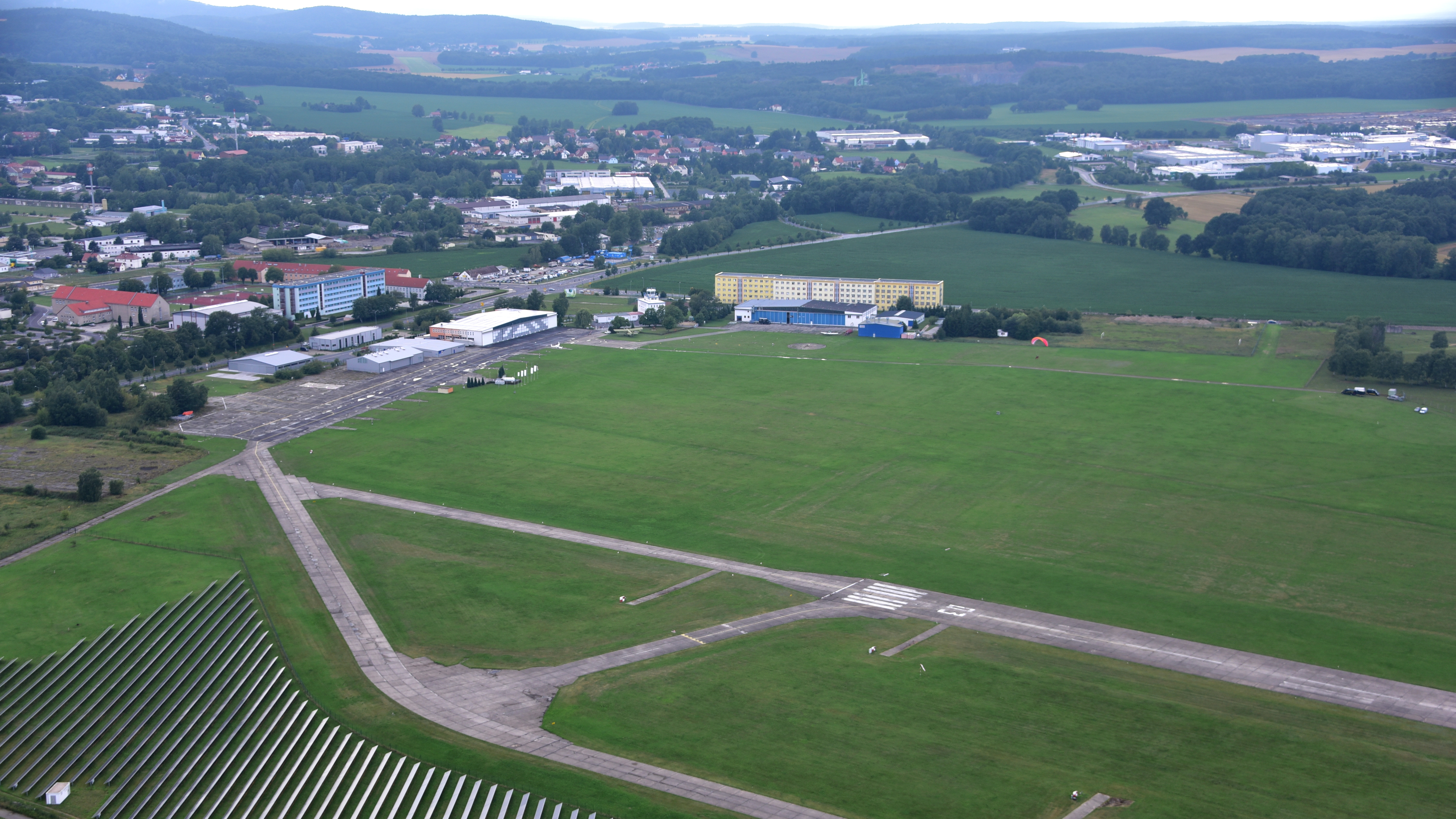
Vorfeld, Hangars und Tower (2017)

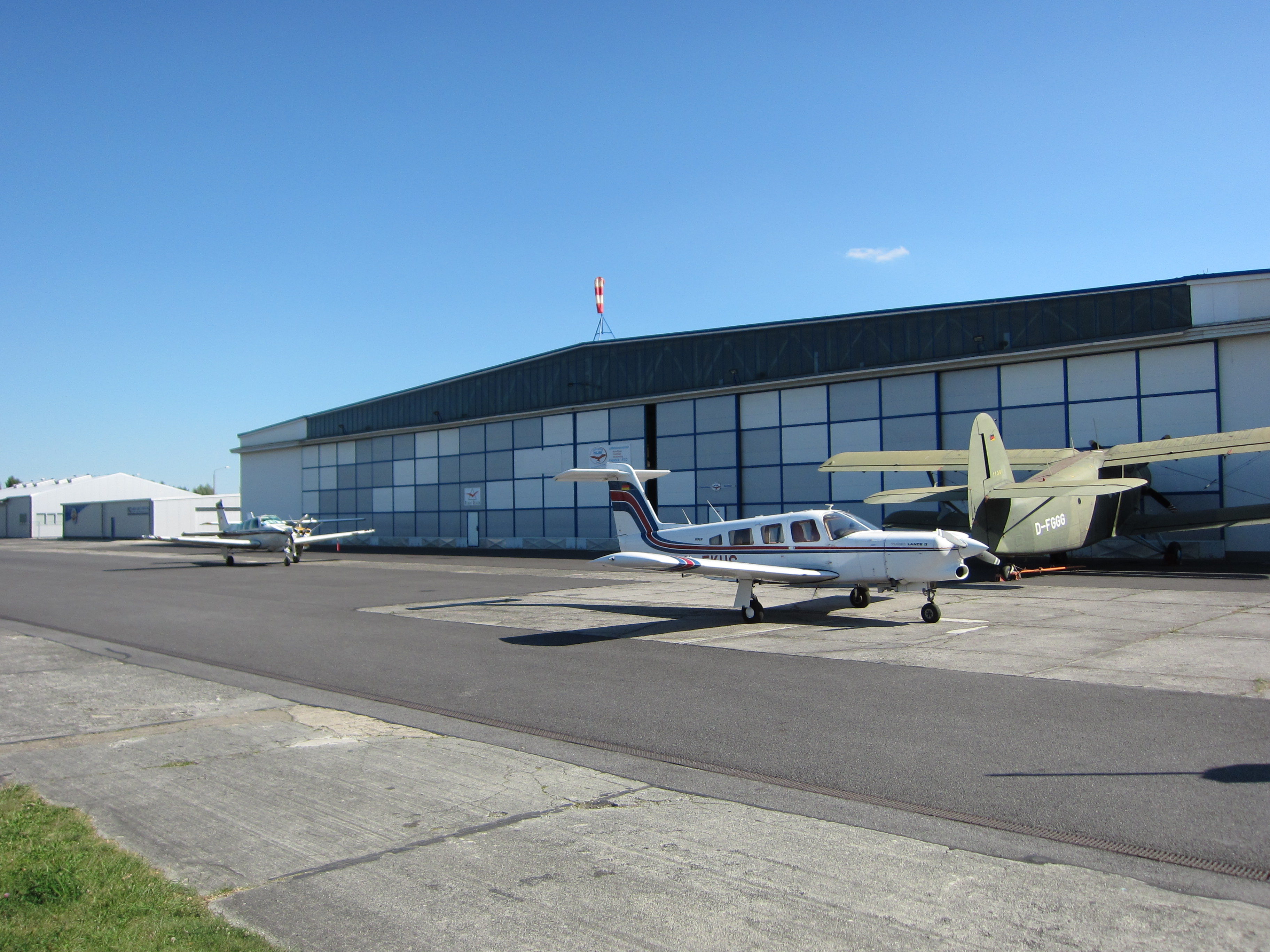
Vorfeld und Hangars (2017)

Zu DDR-Zeiten übernahm im Jahr 1952 zunächst die Kasernierte Volkspolizei Luft den Platz und nutzte ihn zur Ausbildung von Flugzeugführern auf Jak-18 und Jak-11. Später wurde der Flugplatz von der NVA genutzt, die hier ab 1954 die Flugzeugreparaturwerkstatt 24 (FRW-24) und ab 1972 die Transportfliegerausbildungsstaffel 45 (TAS-45) der Offiziershochschule für Militärflieger der Luftstreitkräfte der Nationalen Volksarmee stationierte. Bis 1990 wurden in Kamenz Flugzeuge der Typen Jak-18, An-2, An-14, L-410 und Z-43 gewartet.

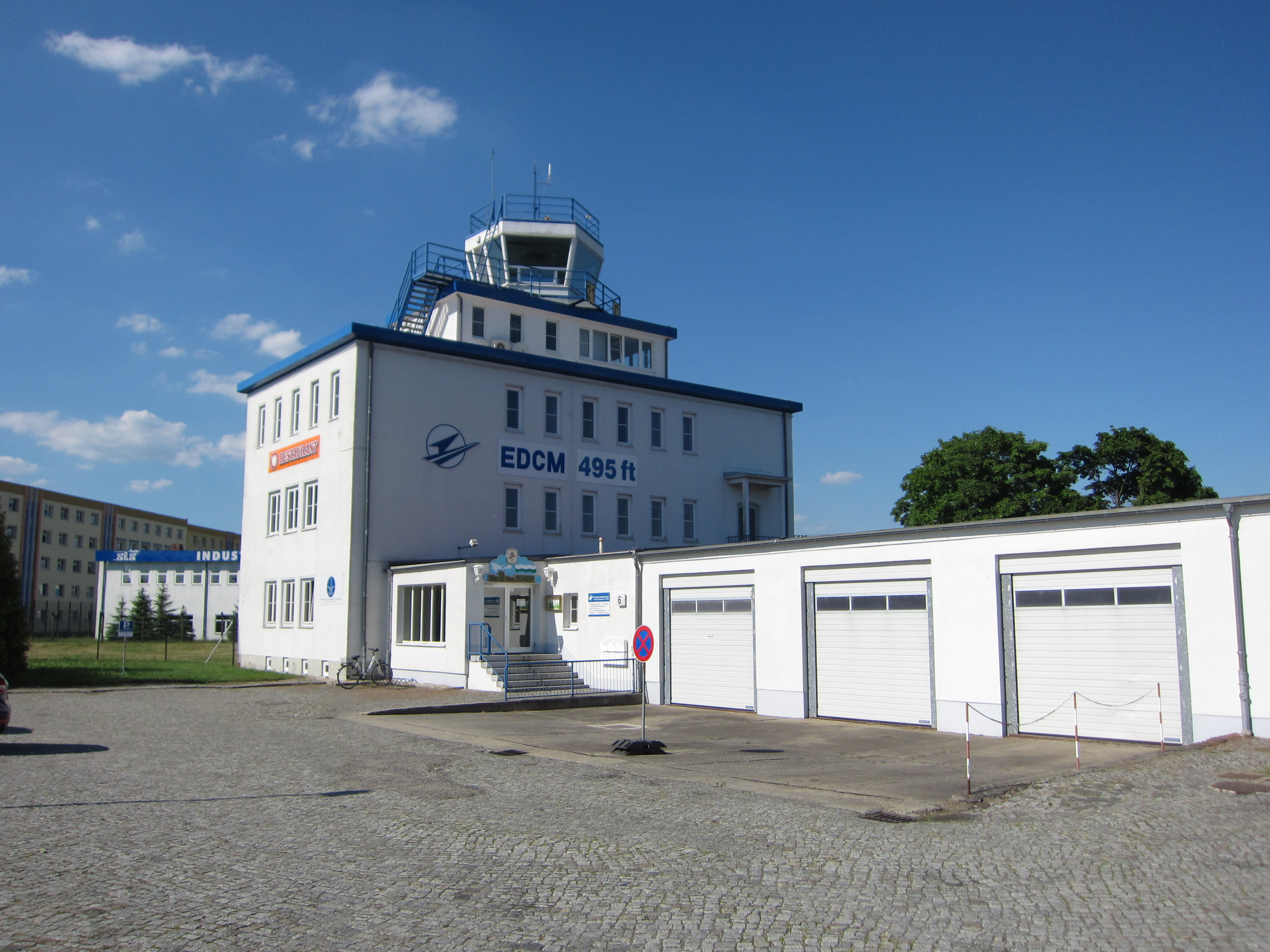
Tower (2014)

Nach der Wende fand die Übergabe zur zivilen Nutzung statt. Am 11. Juni 1991 übernahm das Bundesvermögensamt das Gelände. Die Flugplatz Kamenz GmbH betrieb jahrelang den Flugplatz. An der Gesellschaft sind der Landkreis Kamenz mit 40 Prozent und die Stadt Kamenz mit 60 Prozent beteiligt. Trotz der hohen Bedeutung von Verkehrslandeplätzen für die regionale Wirtschaft gestaltet sich der Betrieb in dünn besiedelten Räumen oft schwierig. Eine kommerzielle Bewirtschaftung ist oft unrentabel, und die Kommunen können die Defizite meist nicht ausgleichen.
Den Betrieb hat nach einer Ausschreibung per 1. Oktober 2004 der Fliegerclub Kamenz e. V. übernommen. Die Flugplatz Kamenz GmbH fungiert als Eigentümer der Liegenschaft. Entsprechend wurde die Gesellschaft am 21. September 2004 ins Grundbuch eingetragen.
Von 1918 bis 1991 war der Flugplatz mit einer Anschlussbahn an die nur dem Güterverkehr dienende Bahnstrecke Kamenz–Kamenz Nord angebunden.